# Eauze
Eauze ou Éauze (prononcé [eozə]) est une commune française située dans le nord-ouest du département du Gers, en région Occitanie. Sur le plan historique et culturel, la commune est dans le Bas-Armagnac, ou Armagnac noir, un pays s'inscrivant entre les vallées de l'Auzoue, la Gélise, la Douze et du Midou.
Exposée à un climat océanique altéré, elle est drainée par la Gélise, l'Izaute, le Bergon, le Tuzon, le ruisseau du Tréou et par divers autres petits cours d'eau. La commune possède un patrimoine naturel remarquable : deux sites Natura 2000 (les « étangs d'Armagnac » et « la Gélise ») et onze zones naturelles d'intérêt écologique, faunistique et floristique.
Eauze est une commune rurale qui compte 4 060 habitants en 2022. Elle est dans l'unité urbaine d'Eauze et fait partie de l'aire d'attraction d'Eauze. Ses habitants sont appelés les Eluzates ou Elusates.
Eauze (civitas Elusa au IVe siècle) est la ville principale du Bas-Armagnac. Sa région est également appelée Eauzan.
Le patrimoine architectural de la commune comprend quatre  immeubles protégés au titre des monuments historiques : une maison, inscrite en 1929, une maison dite de Jeanne d'Albret, inscrite en 1929, la cathédrale Saint-Luperc, inscrite en 1945, et le site archéologique de Tasta/Elusa, inscrit en 1996.

## Géographie

### Localisation
Eauze est une commune de 4 060 habitants nommés Elusates. Elle est située sur la Gélise dans l'ouest du département du Gers. Elle est limitrophe du département des Landes. La ville est le centre de l'Aire d'attraction d'Eauze.

### Communes limitrophes
Les communes limitrophes sont Parleboscq, Bascous, Bretagne-d'Armagnac, Castelnau d'Auzan Labarrère, Cazaubon, Cazeneuve, Courrensan, Lagraulet-du-Gers, Lannepax, Manciet, Noulens, Ramouzens et Réans.
| Parleboscq (Landes) | Castelnau d'Auzan Labarrère | Bretagne-d'Armagnac, Cazeneuve          |
| Cazaubon, Réans     | Eauze                       | Lagraulet-du-Gers, Courrensan, Lannepax |
| Manciet             | Bascous                     | Ramouzens, Noulens                      |

### Géologie et relief
La superficie de la commune est de 6 986 hectares (69,86 km2) ce qui en fait la cinquième plus grande superficie du département ; son altitude varie de 106  à   193 mètres.
Eauze se situe sur le bassin sédimentaire aquitain. Son sous-sol se compose de dépôts marins constitués majoritairement de grès à ciment calcaire, de dépôts de marnes à huîtres et de sables fauves venus de l'océan Atlantique, et de dépôts continentaux composés de sédiments détritiques de molasses où dominent les graviers, sables et argiles acheminés par les cours d'eau. Ces formations marines et continentales rendent le sous-sol favorable à la culture de la vigne.
Eauze se situe en zone de sismicité 1 (sismicité très faible).

### Hydrographie

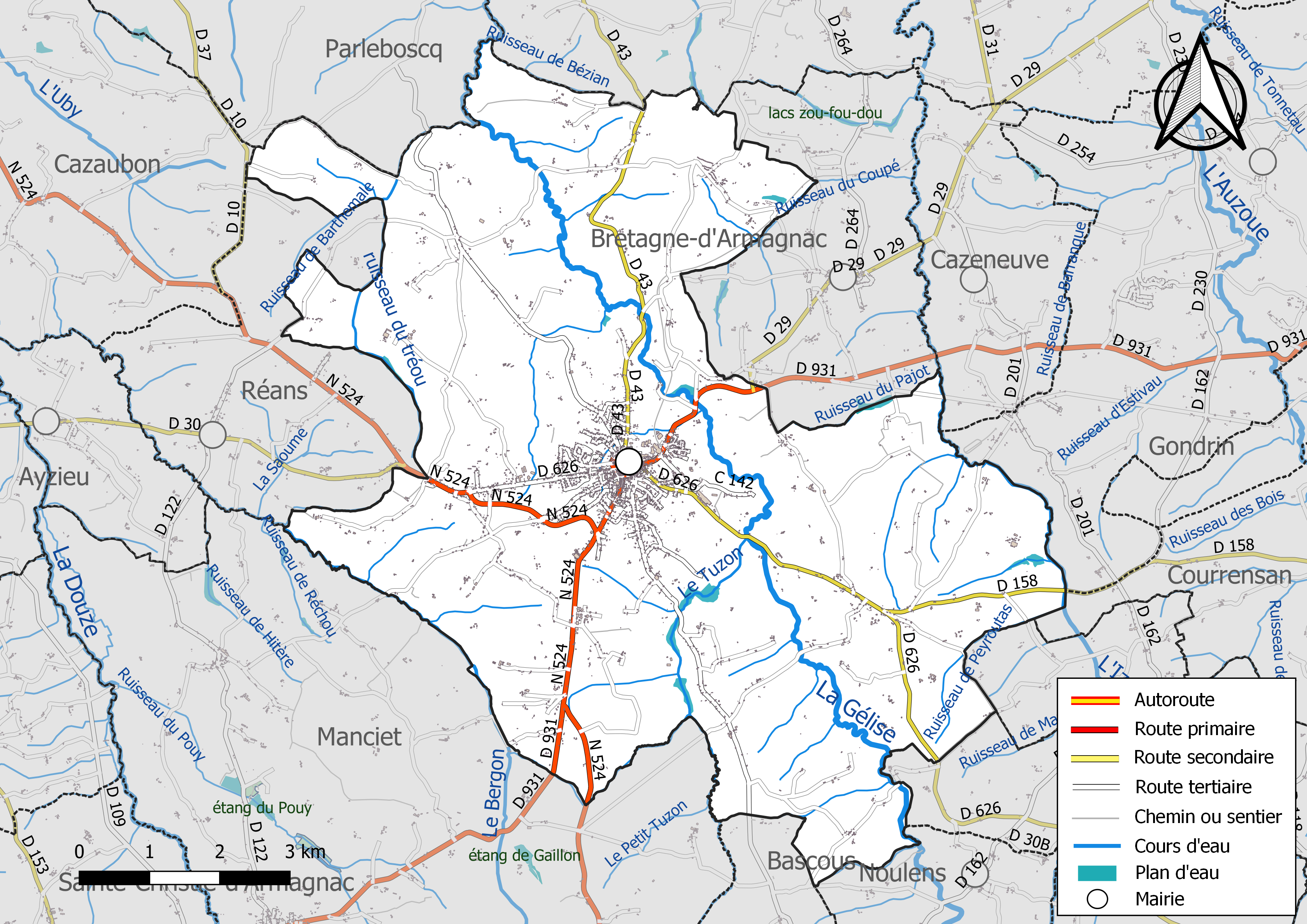
Réseaux hydrographique et routier d'Eauze.

La commune est pour partie dans le bassin de l'Adour et pour partie dans le bassin de la Garonne, au sein du bassin hydrographique Adour-Garonne. Elle est drainée par la Gélise, l'Izaute, le Bergon, le Tuzon, le ruisseau du Tréou, le Petit Tuzon, le ruisseau de Barthemale, le ruisseau de Bézian, le ruisseau de Cimecourbe, le ruisseau de Peyroutas, le ruisseau de Pouygate, le ruisseau du Baqué, le ruisseau du Coupé, le ruisseau du Pajot et par divers petits cours d'eau, qui constituent un réseau hydrographique de 67 km de longueur totale,.
La Gélise, d'une longueur totale de 92 km, prend sa source dans la commune de Lupiac et s'écoule vers le nord. Elle traverse la commune et se jette dans la Baïse à Lavardac, après avoir traversé 20 communes.
L'Izaute, d'une longueur totale de 37,5 km, prend sa source dans la commune de Dému et s'écoule vers le nord. Il traverse la commune et se jette dans la Gélise à Castelnau d'Auzan Labarrère, après avoir traversé 11 communes.
Le Bergon, d'une longueur totale de 16 km, prend sa source dans la commune de Manciet et s'écoule du sud-est vers le nord-ouest. Il traverse la commune et se jette dans la Douze à Ayzieu, après avoir traversé 6 communes.

### Climat
Pour des articles plus généraux, voir Climat de l'Occitanie et Climat du Gers.
En 2010, le climat de la commune est de type climat océanique altéré, selon une étude s'appuyant sur une série de données couvrant la période 1971-2000. En 2020, Météo-France publie une typologie des climats de la France métropolitaine dans laquelle la commune est toujours exposée à un climat océanique altéré et est dans la région climatique Aquitaine, Gascogne, caractérisée par une pluviométrie abondante au printemps, modérée en automne, un faible ensoleillement au printemps, un été chaud (19,5 °C), des vents faibles, des brouillards fréquents en automne et en hiver et des orages fréquents en été (15 à 20 jours).
Pour la période 1971-2000, la température annuelle moyenne est de 12,8 °C, avec une amplitude thermique annuelle de 14,8 °C. Le cumul annuel moyen de précipitations est de 895 mm, avec 11 jours de précipitations en janvier et 7 jours en juillet. Pour la période 1991-2020, la température moyenne annuelle observée sur la station météorologique la plus proche, située sur la commune de Lupiac à 21 km à vol d'oiseau, est de 13,8 °C et le cumul annuel moyen de précipitations est de 879,7 mm,. Pour l'avenir, les paramètres climatiques de la commune estimés pour 2050 selon différents scénarios d'émission de gaz à effet de serre sont consultables sur un site dédié publié par Météo-France en novembre 2022.

### Milieux naturels et biodiversité

#### Réseau Natura 2000

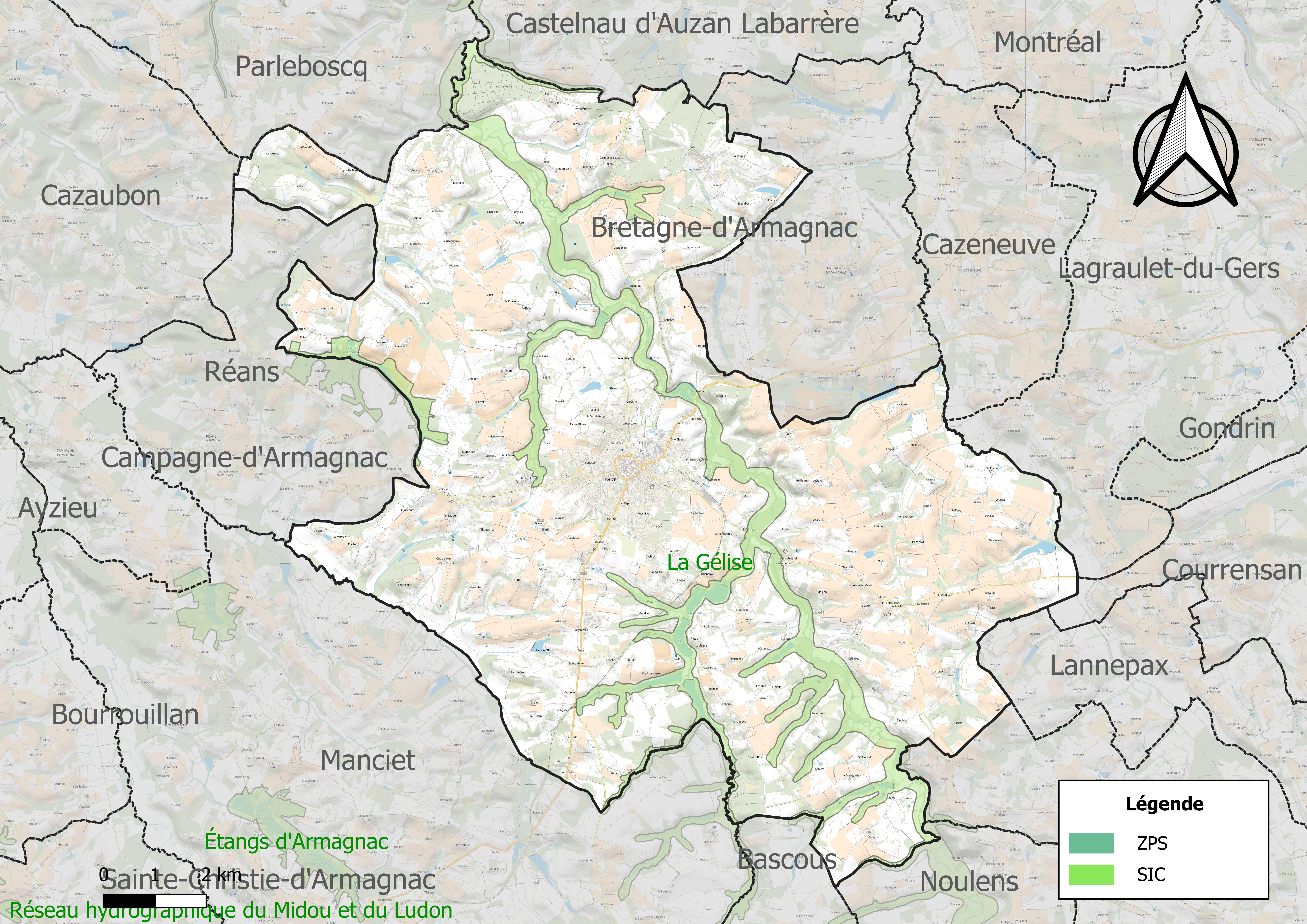
Sites Natura 2000 sur le territoire communal.

Le réseau Natura 2000 est un réseau écologique européen de sites naturels d'intérêt écologique élaboré à partir des directives habitats et oiseaux, constitué de zones spéciales de conservation (ZSC) et de zones de protection spéciale (ZPS).
Deux sites Natura 2000 ont été définis sur la commune au titre de la directive habitats :
- les « étangs d'Armagnac », d'une superficie de 1 028 ha, un site éclaté composé de plusieurs étangs et leurs abords, d'une zone bocagère, d'une zone forestière et marécageuse, dans le bassin versant de l'Armagnac comprenant les principales populations de la Cistude d'Europe (présence de la plus grande population pour Midi-Pyrénées)[19] ;
- « la Gélise », d'une superficie de 3 785 ha, un espace offrant de nombreux habitats et habitats d'espèces d'intérêt communautaire, du fait de la diversité des territoires traversés par la Gélise et ses affluents, combinés au fonctionnement particulier du lit majeur et à la gestion actuelle des milieux[20].

#### Zones naturelles d'intérêt écologique, faunistique et floristique
L’inventaire des zones naturelles d'intérêt écologique, faunistique et floristique (ZNIEFF) a pour objectif de réaliser une couverture des zones les plus intéressantes sur le plan écologique, essentiellement dans la perspective d’améliorer la connaissance du patrimoine naturel national et de fournir aux différents décideurs un outil d’aide à la prise en compte de l’environnement dans l’aménagement du territoire. Huit ZNIEFF de type 1 sont recensées sur la commune :
- l'« étang et bosquet de Millet » (5 ha)[22] ;
- les « étangs, bois et landes de Mayrosse, Barran, Chiro et Marin » (497 ha), couvrant 3 communes du département[23] ;
- les « étangs de Guerre et milieux annexes » (270 ha), couvrant 2 communes du département[24] ;
- les « étangs d'Escagnan » (107 ha), couvrant 2 communes du département[25] ;
- les « étangs du Juge et du Réchou » (77 ha), couvrant 3 communes du département[26] ;
- les « étangs et bois de la Castagnole et de la Bergeyre » (44 ha), couvrant 2 communes du département[27] ;
- les « étangs et bois de la Hitaire » (73 ha), couvrant 2 communes du département[28] ;
- les « étangs et bois du château d'Esbérous » (69 ha)[29] ;

et trois ZNIEFF de type 2, : 
- « la Douze et milieux annexes » (11 575 ha), couvrant 29 communes dont 26 dans le Gers et trois dans les Landes[30] ;
- « la Gélise et milieux annexes » (6 362 ha), couvrant 18 communes dont 13 dans le Gers, trois dans les Landes et deux en Lot-et-Garonne[31] ;
- « l'Izaute et milieux annexes » (2 772 ha), couvrant 13 communes dont 12 dans le Gers et une en Lot-et-Garonne[32].

Carte des ZNIEFF de type 1 et 2 à Eauze.
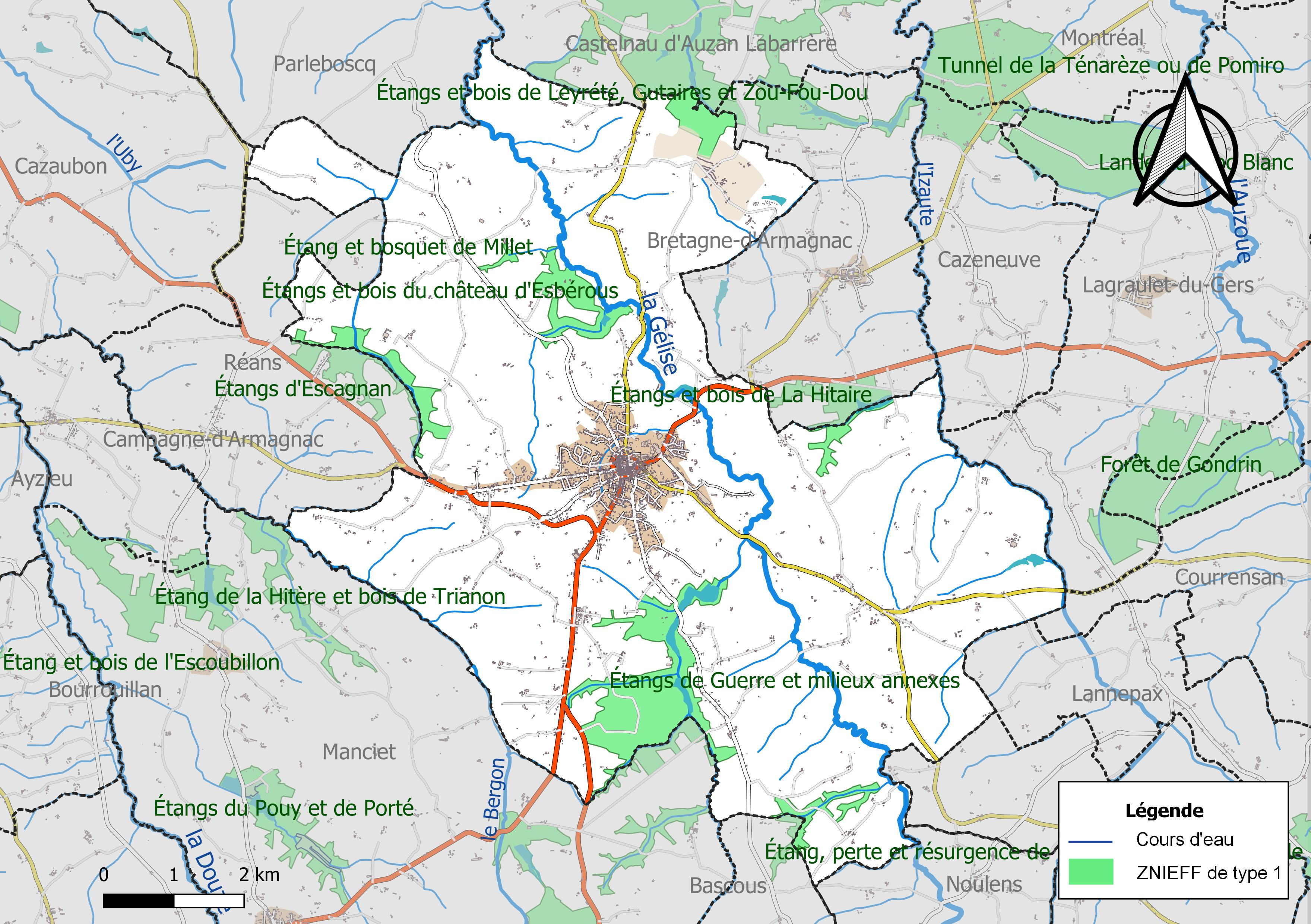
Carte des ZNIEFF de type 1 sur la commune.
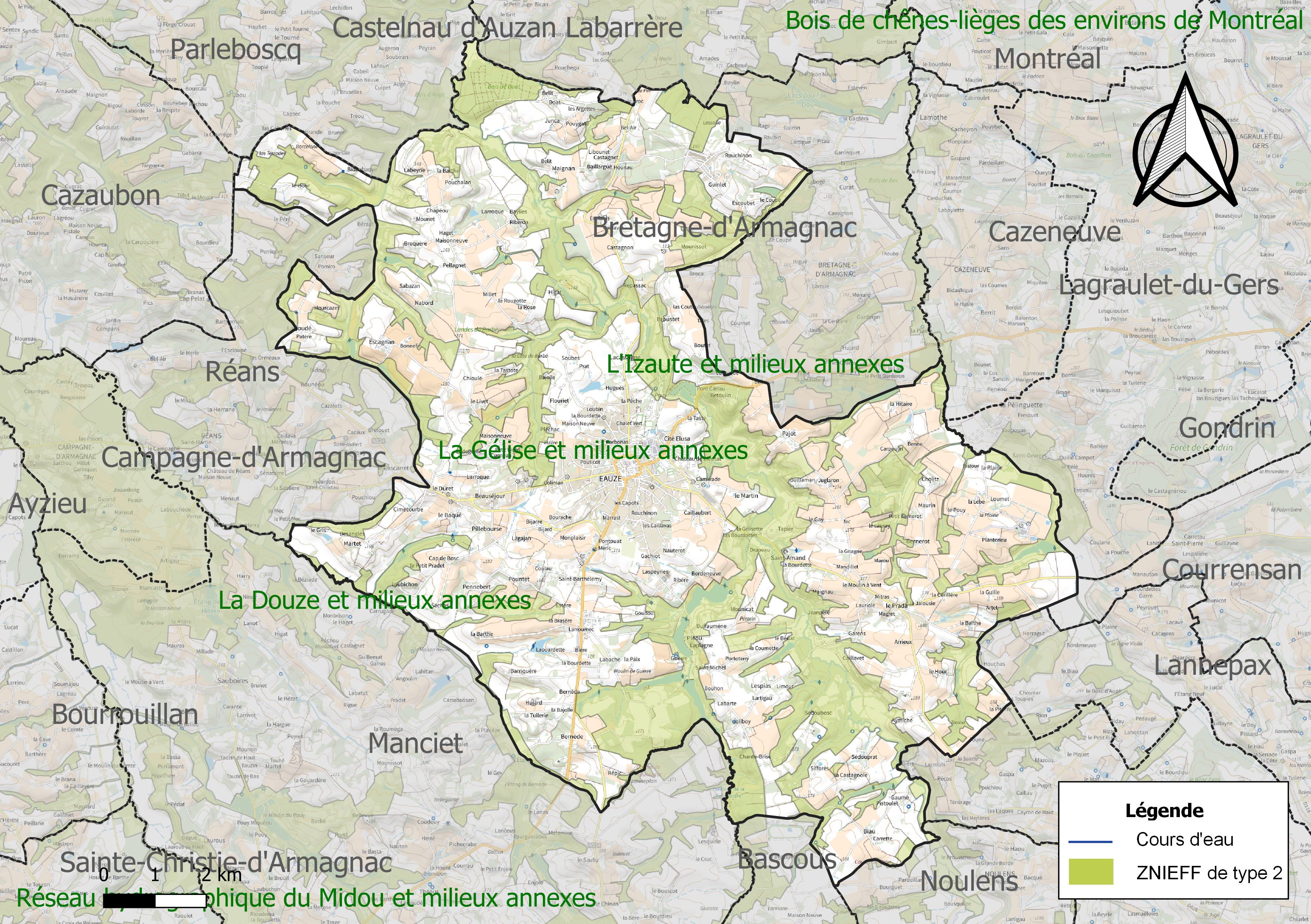
Carte des ZNIEFF de type 2 sur la commune.

## Urbanisme

### Typologie
Au 1er janvier 2024, Eauze est catégorisée bourg rural, selon la nouvelle grille communale de densité à sept niveaux définie par l'Insee en 2022.
Elle appartient à l'unité urbaine d'Eauze, une unité urbaine monocommunale constituant une ville isolée,. Par ailleurs la commune fait partie de l'aire d'attraction d'Eauze, dont elle est la commune-centre,. Cette aire, qui regroupe 12 communes, est catégorisée dans les aires de moins de 50 000 habitants,.

### Occupation des sols

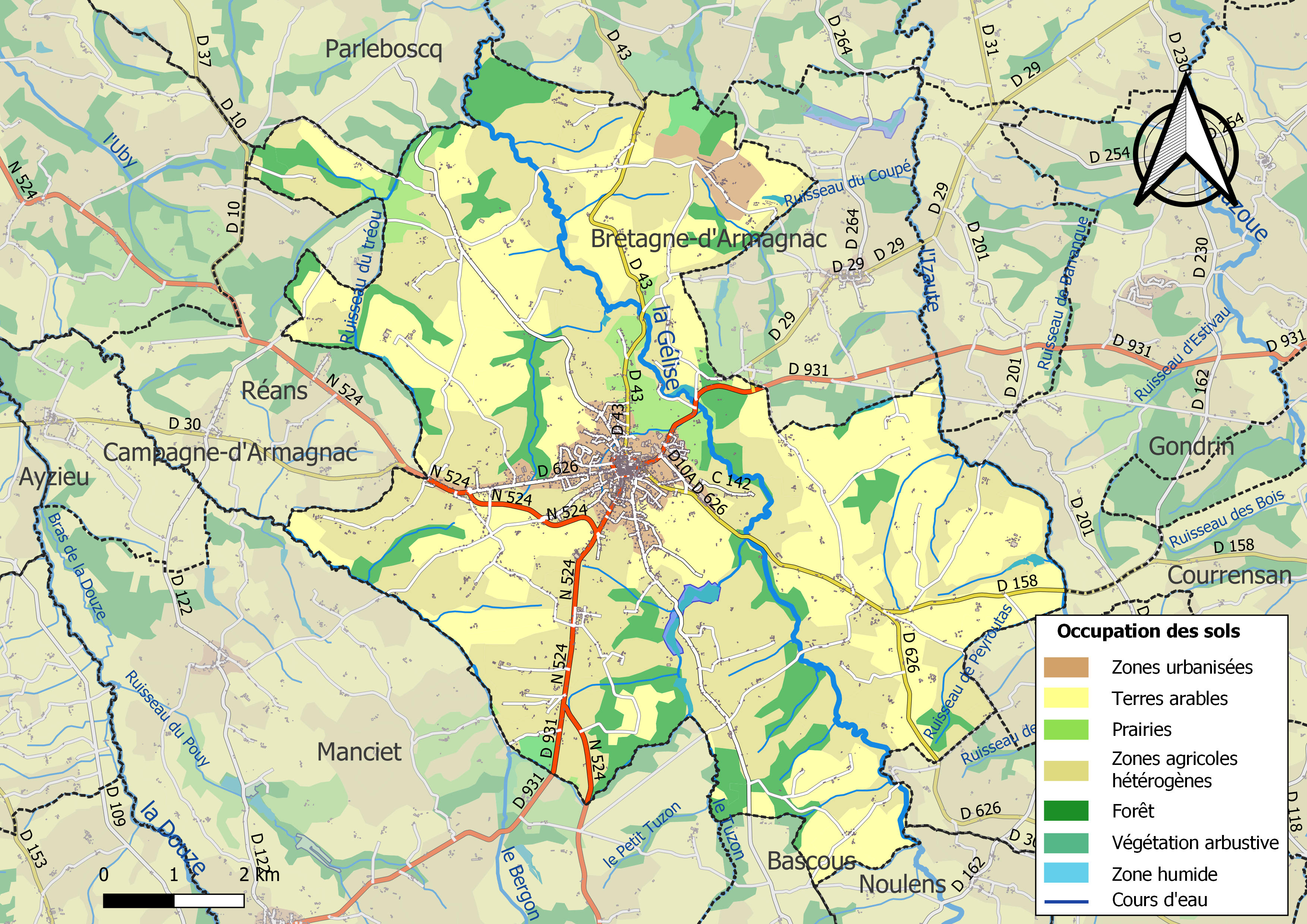
Carte des infrastructures et de l'occupation des sols de la commune en 2018 (CLC).

L'occupation des sols de la commune, telle qu'elle ressort de la base de données européenne d’occupation biophysique des sols Corine Land Cover (CLC), est marquée par l'importance des territoires agricoles (81,7 % en 2018), en diminution par rapport à 1990 (82,7 %). La répartition détaillée en 2018 est la suivante : 
zones agricoles hétérogènes (39,2 %), cultures permanentes (32,7 %), forêts (12,5 %), terres arables (6,7 %), zones urbanisées (3,2 %), prairies (3 %), zones industrielles ou commerciales et réseaux de communication (0,8 %), espaces verts artificialisés, non agricoles (0,8 %), milieux à végétation arbustive et/ou herbacée (0,7 %), eaux continentales (0,4 %). L'évolution de l’occupation des sols de la commune et de ses infrastructures peut être observée sur les différentes représentations cartographiques du territoire : la carte de Cassini (XVIIIe siècle), la carte d'état-major (1820-1866) et les cartes ou photos aériennes de l'IGN pour la période actuelle (1950 à aujourd'hui).

### Voies de communication et transports
La commune est au croisement de la RD 626, ex-RN 626 (Mimizan - Saint-Justin - Vic-Fezensac - Auch - Lombez - Pamiers) et de la RD 931, ex-RN 131 (Agen - Condom - Manciet prolongée jusqu'à Aire-sur-l'Adour).
Eauze est sur le tracé de l'itinéraire à grand gabarit qui relie Langon à Toulouse et qui emprunte à l'ouest de la ville un tronçon de l'ex-RN 626 qui a été reclassée en RN 524. Une bretelle de contournement de la RN 524 a été mise en service pour permettre aux convois acheminant les tronçons de l'A380 de contourner la ville pour rejoindre Blagnac par la RN 124.
La ligne 952 du réseau liO relie la commune à Condom au départ de Nogaro.

### Risques majeurs
Le territoire de la commune d'Eauze est vulnérable à différents aléas naturels : météorologiques (tempête, orage, neige, grand froid, canicule ou sécheresse), inondations et séisme (sismicité très faible). Un site publié par le BRGM permet d'évaluer simplement et rapidement les risques d'un bien localisé soit par son adresse soit par le numéro de sa parcelle.
Certaines parties du territoire communal sont susceptibles d’être affectées par le risque d’inondation par débordement de cours d'eau, notamment la Gélise, l'Izaute et le Bergon. La cartographie des zones inondables en ex-Midi-Pyrénées réalisée dans le cadre du XIe Contrat de plan État-région, visant à informer les citoyens et les décideurs sur le risque d’inondation, est accessible sur le site de la DREAL Occitanie. La commune a été reconnue en état de catastrophe naturelle au titre des dommages causés par les inondations et coulées de boue survenues en 1992, 1993, 1995, 1999, 2009 et 2013,.

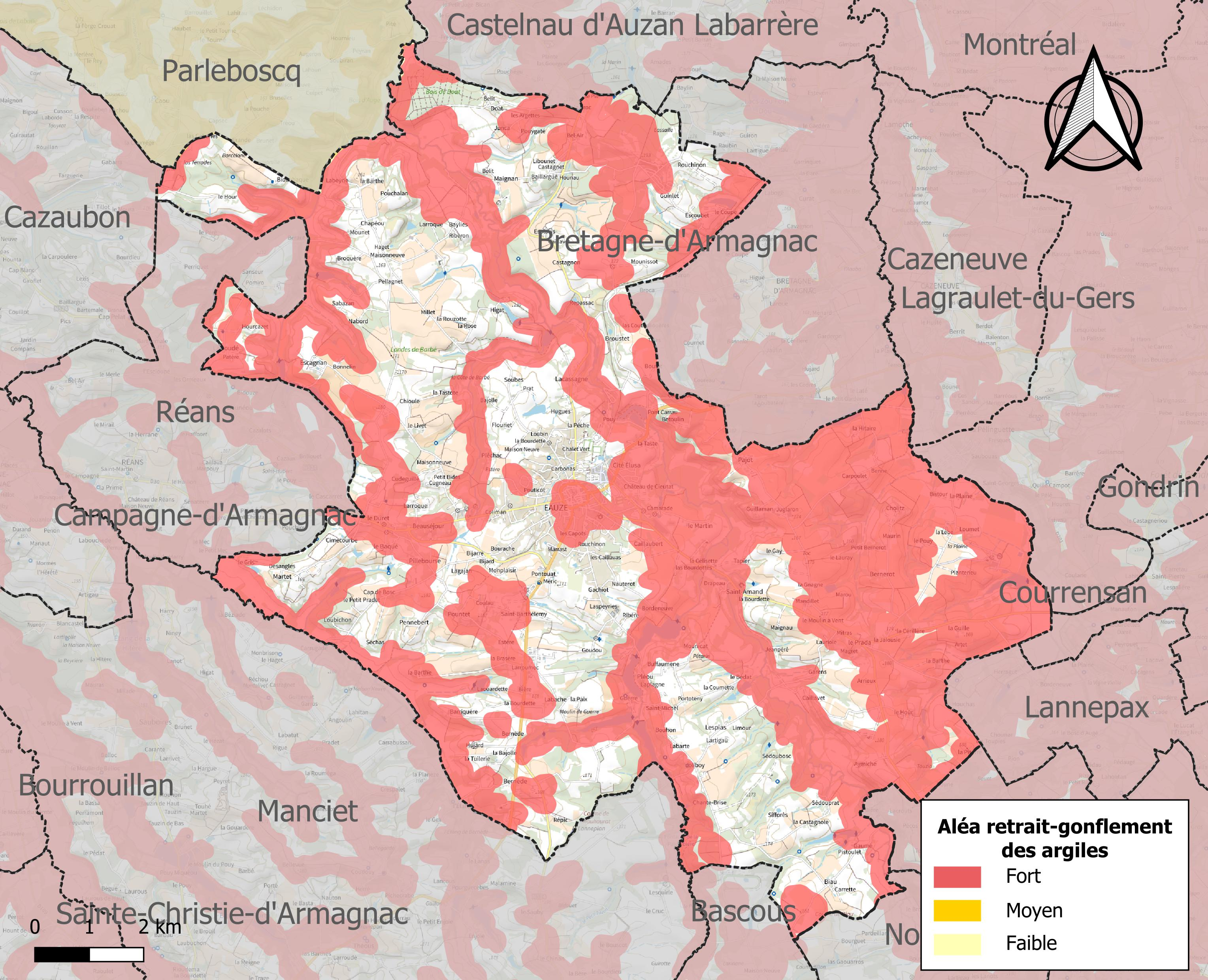
Carte des zones d'aléa retrait-gonflement des sols argileux d'Eauze.

Le retrait-gonflement des sols argileux est susceptible d'engendrer des dommages importants aux bâtiments en cas d’alternance de périodes de sécheresse et de pluie. 57,2 % de la superficie communale est en aléa moyen ou fort (94,5 % au niveau départemental et 48,5 % au niveau national). Sur les 2 125 bâtiments dénombrés sur la commune en 2019, 1 196 sont en aléa moyen ou fort, soit 56 %, à comparer aux 93 % au niveau départemental et 54 % au niveau national. Une cartographie de l'exposition du territoire national au retrait gonflement des sols argileux est disponible sur le site du BRGM,.
Par ailleurs, afin de mieux appréhender le risque d’affaissement de terrain, l'inventaire national des cavités souterraines permet de localiser celles situées sur la commune.
Concernant les mouvements de terrains, la commune a été reconnue en état de catastrophe naturelle au titre des dommages causés par la sécheresse en 1989, 1991, 1993, 1997, 2011 et 2017 et par des mouvements de terrain en 1999.

## Toponymie
Attestée sous les formes Elsa en 920, puis en gascon Euza en 1413, transcrit Eauze en français, du nom de l'ancienne Elusa.

Le nom de cette cité vient du nom du peuple aquitain (proto-basque) des Elusates.
Le nom officiel de la commune, tel qu'enregistré dans le Code officiel géographique de l'INSEE, est « Eauze », sans accent, prononcé [eˈo.zə] et non [ˈo.zə]. Cependant, il est fait usage, au niveau local, du nom « Éauze », avec accent, qui ne présente aucun caractère officiel, en l'absence d'un décret en Conseil d'État, tel que prévu par l'article L. 2111-1 du code général des collectivités territoriales.
L'itinéraire de l'Anonyme de Bordeaux passe dans la région et mentionne ce site.

## Histoire

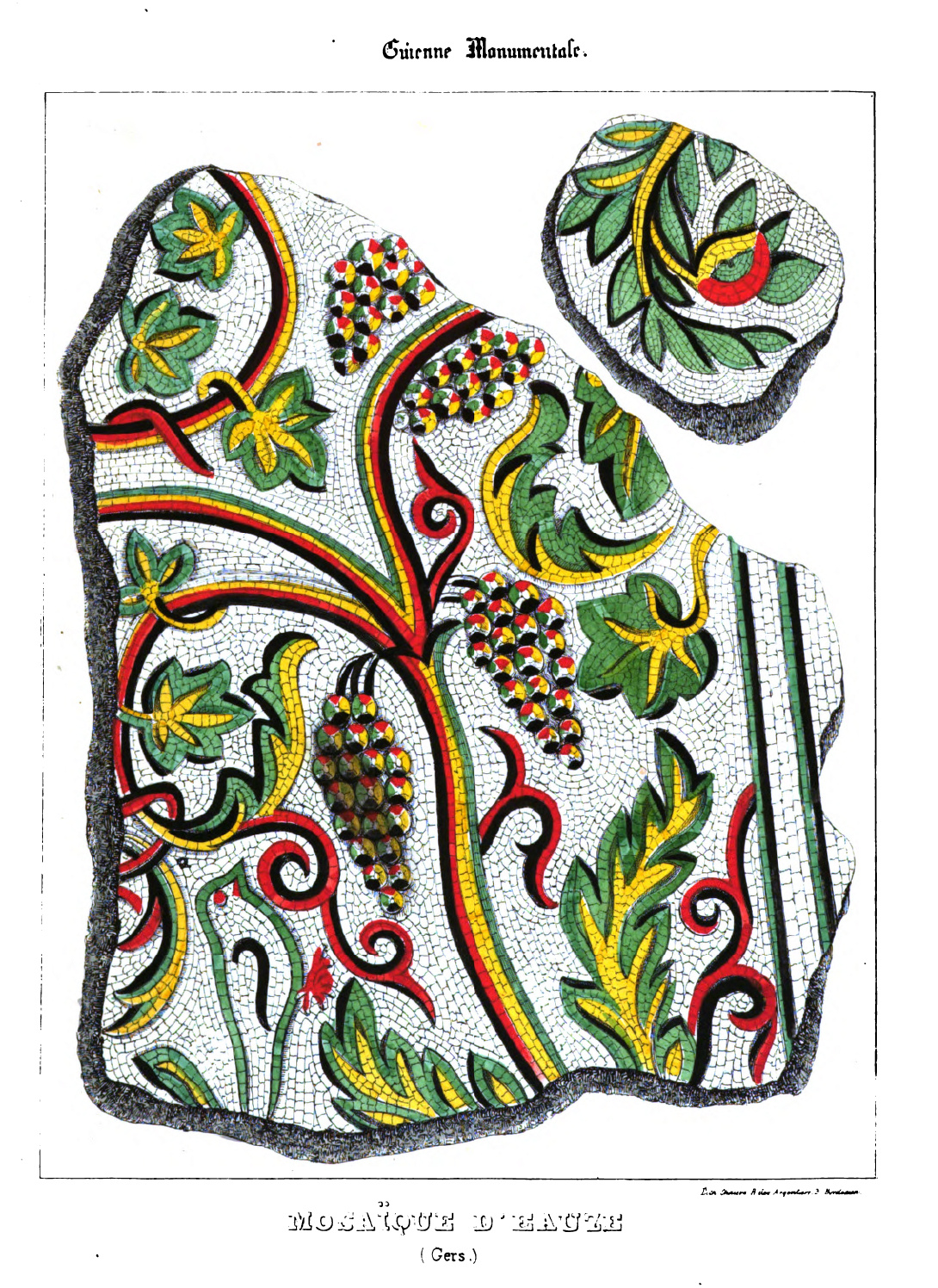
Mosaïque trouvée à Eauze.

### Âge du fer
Eauze est l'ancienne Elusa, la cité du peuple aquitain ou proto-basque des Elusates. À 3 km au nord de la ville actuelle, un oppidum est déjà occupé dès le IIIe siècle av. J.-C. Alliés aux Sotiates, les habitants de Sos (Lot-et-Garonne), ils résistèrent aux Romains mais après le siège de Sos, les Elusates furent vaincus en 56 av. J.-C. par Publius Crassus, envoyé par Jules César à la tête d'un important corps d'armée et la suprématie romaine leur fut imposée.

### Antiquité
Après la conquête, les Elusates furent érigés en civitas lors de l'organisation administrative romaine mise en place à la fin du Ier siècle av. J.-C. À cette occasion, le peuple voisin des Sotiates fut inclus au territoire de la nouvelle civitas.
Une nouvelle agglomération fut créée ex nihilo, au début du Ier siècle, à 1 km à l'est de l'actuelle Eauze. Elle prit le nom d'Elusa.
La cité fut élevée au rang de colonie puis devint, au Bas Empire romain, au IIIe siècle, la capitale de la province de Novempopulanie. Au IVe siècle, Eauze devint un des premiers évêchés (Liste des évêques d'Eauze). Un synode s'y tint en 551. La ville fut détruite pendant le Haut Moyen Âge., très probablement lors de l'invasion des Vandales en 408, puis occupée par les Wisigoths.

### Moyen Âge
Elusa conserva son rôle de métropole jusqu'au VIIIe siècle.
Au sommet de la colline surplombant les ruines de l'antique cité, un monastère naquit vers 980. Il fut rattaché à Cluny au XIe siècle. Autour de ce prieuré dédié à saint Luperc, la ville médiévale s'est développée, se protégeant derrière des remparts et des fossés (tour de ville actuel). La communauté des habitants a obtenu du comte une charte des Coutumes et était administrée par quatre consuls. Le monastère percevait une partie des taxes levées sur le marché du jeudi et les foires. Le roi Charles IX de France peu après son passage à Eauze en 1565, « créa » ou plutôt relança ces marchés désorganisés par les guerres.

### Époque moderne
Henri III de Navarre (pas encore alors Henri IV de France), rentré dans ses États après ses quatre ans de captivité à la Cour, fut pris dans une embuscade en 1576 à Eauze, où il s'en fallut de peu qu'il ne pérît. Il en rendit responsable le lieutenant du roi de France en Guyenne, Villars, successeur de Monluc, et obtint son remplacement par Biron (avec qui ses rapports ne furent guère meilleurs). Henri fut clément avec la population : la ville ne fut pas pillée et seuls les meneurs furent punis.
Le même Henri III séjourna à Eauze en juin 1579 avec sa femme Marguerite de Valois (1553-1615), la fameuse Reine Margot, dans la maison dite « de Jeanne d'Albret ».
Place de sureté protestante par l'Édit de Nantes, Richelieu ordonna d'abattre les fortifications d'Eauze en 1624.

### Époque contemporaine
Wellington, poursuivant Soult en 1815, y installa ses canons.
En 1832, Eauze a absorbé la commune voisine de Saint-Amand.

## Politique et administration

### Jumelages
La ville d'Eauze est jumelée avec  Ampuero (Espagne), ville de la province de Cantabrie, située à 55 km à l'est de Santander.

## Population et société

### Démographie
L'évolution du nombre d'habitants est connue à travers les recensements de la population effectués dans la commune depuis 1793. Pour les communes de moins de 10 000 habitants, une enquête de recensement portant sur toute la population est réalisée tous les cinq ans, les populations de référence des années intermédiaires étant quant à elles estimées par interpolation ou extrapolation. Pour la commune, le premier recensement exhaustif entrant dans le cadre du nouveau dispositif a été réalisé en 2008.

En 2022, la commune comptait 4 060 habitants, en évolution de +4,26 % par rapport à 2016 (Gers : +1,04 %, France hors Mayotte : +2,11 %).
| 1793  | 1800  | 1806  | 1821  | 1831  | 1841  | 1846  | 1851  | 1856  |
| ----- | ----- | ----- | ----- | ----- | ----- | ----- | ----- | ----- |
| 4 915 | 3 300 | 3 371 | 3 358 | 3 202 | 3 840 | 3 915 | 4 082 | 4 274 |

| 1861  | 1866  | 1872  | 1876  | 1881  | 1886  | 1891  | 1896  | 1901  |
| ----- | ----- | ----- | ----- | ----- | ----- | ----- | ----- | ----- |
| 4 255 | 4 397 | 4 362 | 4 237 | 4 380 | 4 225 | 4 110 | 4 175 | 4 012 |

| 1906  | 1911  | 1921  | 1926  | 1931  | 1936  | 1946  | 1954  | 1962  |
| ----- | ----- | ----- | ----- | ----- | ----- | ----- | ----- | ----- |
| 3 797 | 3 592 | 3 361 | 3 482 | 3 513 | 3 620 | 3 661 | 3 612 | 3 664 |

| 1968  | 1975  | 1982  | 1990  | 1999  | 2006  | 2008  | 2013  | 2018  |
| ----- | ----- | ----- | ----- | ----- | ----- | ----- | ----- | ----- |
| 4 010 | 4 393 | 4 298 | 4 137 | 3 881 | 3 923 | 3 935 | 3 877 | 3 942 |

| 2022  | - | - | - | - | - | - | - | - |
| ----- | - | - | - | - | - | - | - | - |
| 4 060 | - | - | - | - | - | - | - | - |

| selon la population municipale des années : | 1968 | 1975 | 1982 | 1990 | 1999 | 2006 | 2009 | 2013 |
| Rang de la commune dans le département      | 7    | 4    | 5    | 5    | 6    | 5    | 5    | 5    |
| Nombre de communes du département           | 466  | 462  | 462  | 462  | 463  | 463  | 463  | 463  |

### Enseignement
- École maternelle Beausoleil,
- École élémentaire Félix-Soulès,
- Collège Jean-Rostand,
- École maternelle Sainte-Thérèse,
- École élémentaire et collège privé Saint-Taurin.

### Manifestations culturelles et festivités

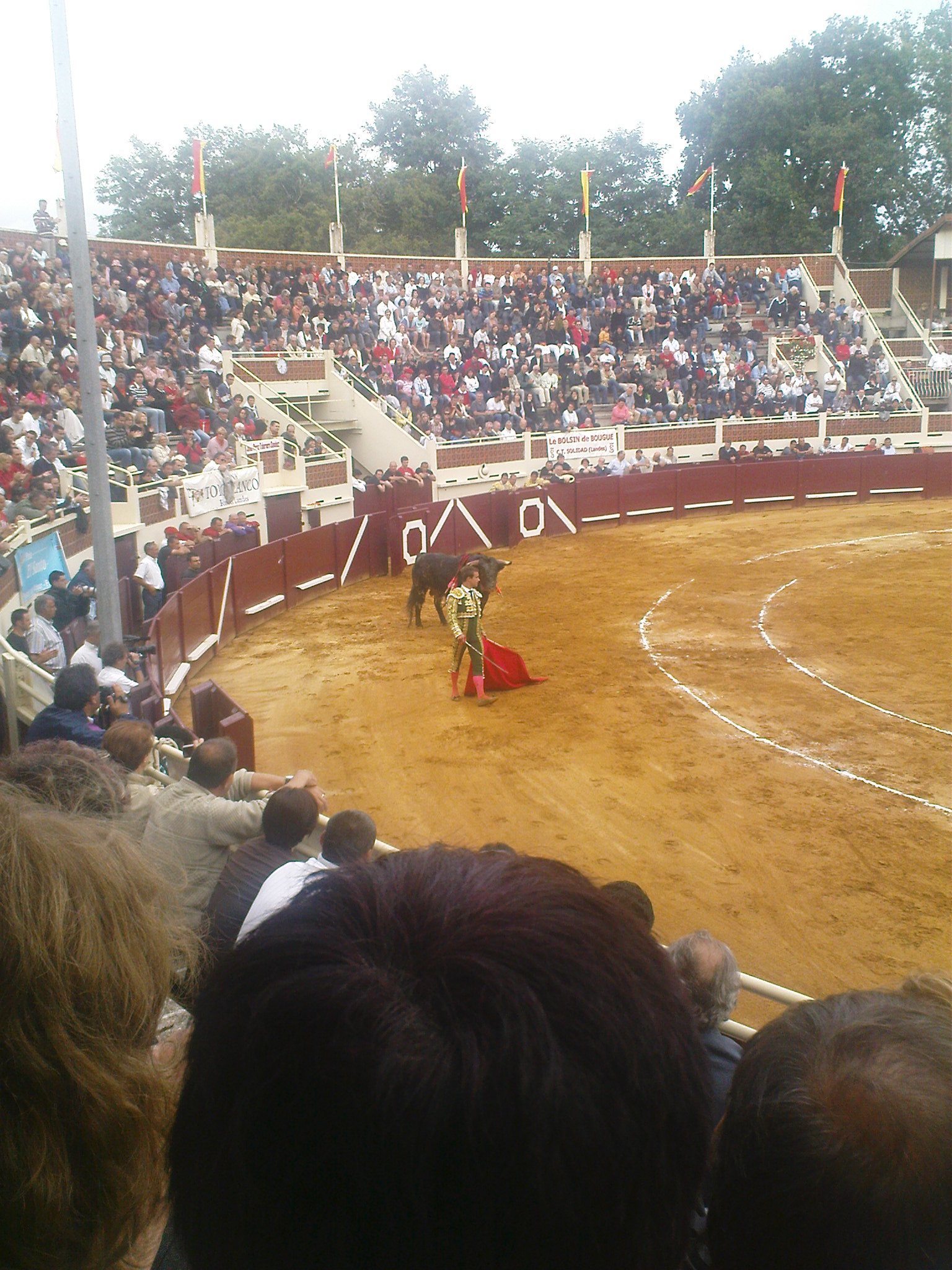
Arènes Nimeño II à Eauze.

- La feria d'Eauze. Elle se déroule généralement le premier week-end de juillet. Elle est accompagnée d'une corrida aux arènes Nimeño II. La ville est membre du l'Union des villes taurines françaises.
- Le festival Galop Romain. C'est le temps d'un week-end que la ville dévoile ses origines et les fait découvrir au public (troisième week-end de juillet). L'édition 2016 aura lieu aux Arènes du 22 au 24 juillet. Au programme : spectacles, démonstrations, artisanat, parades[55]...
- Le festival de la BD. Cette fête de la bande dessinée regroupe chaque année 32 auteurs (32, comme le Gers) le premier dimanche d'août.

### Sports
Basket Elusa Club : vainqueur de la coupe du Gers 2011.
L'équipe féminine 1 évolue en Régionale 1 (Midi-Pyrénées). Les minimes 1 ont évolué cette année en Top12 régional.

## Économie

### Revenus
En 2018  (données Insee publiées en septembre 2021), la commune compte 1 900 ménages fiscaux, regroupant 3 926 personnes. La médiane du revenu disponible par unité de consommation est de 19 080 € (20 820 € dans le département). 37 % des ménages fiscaux sont imposés (43,9 % dans le département).

### Emploi
|                | 2008  | 2013  | 2018  |
| -------------- | ----- | ----- | ----- |
| Commune        | 4,2 % | 7,5 % | 7,4 % |
| Département    | 6,1 % | 7,5 % | 8,2 % |
| France entière | 8,3 % | 10 %  | 10 %  |

En 2018, la population âgée de 15 à 64 ans s'élève à 2 161 personnes, parmi lesquelles on compte 72 % d'actifs (64,6 % ayant un emploi et 7,4 % de chômeurs) et 28 % d'inactifs,. Depuis 2008, le taux de chômage communal (au sens du recensement) des 15-64 ans est inférieur à celui de la France et du département.
La commune est la commune-centre de l'aire d'attraction d'Eauze,. Elle compte 2 241 emplois en 2018, contre 2 197 en 2013 et 2 054 en 2008. Le nombre d'actifs ayant un emploi résidant dans la commune est de 1 447, soit un indicateur de concentration d'emploi de 154,9 % et un taux d'activité parmi les 15 ans ou plus de 47 %.
Sur ces 1 447 actifs de 15 ans ou plus ayant un emploi, 941 travaillent dans la commune, soit 65 % des habitants. Pour se rendre au travail, 81,7 % des habitants utilisent un véhicule personnel ou de fonction à quatre roues, 1 % les transports en commun, 11,2 % s'y rendent en deux-roues, à vélo ou à pied et 6,2 % n'ont pas besoin de transport (travail au domicile).

### Activités hors agriculture

#### Secteurs d'activités
448 établissements sont implantés  à Eauze au 31 décembre 2019. Le tableau ci-dessous en détaille le nombre par secteur d'activité et compare les ratios avec ceux du département,.
| Secteur d'activité                                                                                        | Commune | Commune | Département |
| Secteur d'activité                                                                                        | Nombre  | %       | %           |
| --- | ------- | ------- | ----------- |
| Ensemble                                                                                                  | 448     | 100 %   | (100 %)     |
| Industrie manufacturière, industries extractives et autres                                                | 51      | 11,4 %  | (12,3 %)    |
| Construction                                                                                              | 32      | 7,1 %   | (14,6 %)    |
| Commerce de gros et de détail, transports, hébergement et restauration                                    | 152     | 33,9 %  | (27,7 %)    |
| Information et communication                                                                              | 3       | 0,7 %   | (1,8 %)     |
| Activités financières et d'assurance                                                                      | 26      | 5,8 %   | (3,5 %)     |
| Activités immobilières                                                                                    | 24      | 5,4 %   | (5,2 %)     |
| Activités spécialisées, scientifiques et techniques et activités de services administratifs et de soutien | 54      | 12,1 %  | (14,4 %)    |
| Administration publique, enseignement, santé humaine et action sociale                                    | 60      | 13,4 %  | (12,3 %)    |
| Autres activités de services                                                                              | 46      | 10,3 %  | (8,3 %)     |

Le secteur du commerce de gros et de détail, des transports, de l'hébergement et de la restauration est prépondérant sur la commune puisqu'il représente 33,9 % du nombre total d'établissements de la commune (152 sur les 448 entreprises implantées  à Eauze), contre 27,7 % au niveau départemental.

#### Entreprises et commerces
Les cinq entreprises ayant leur siège social sur le territoire communal qui génèrent le plus de chiffre d'affaires en 2020 sont : 
- Jeld-Wen France, fabrication de charpentes et d'autres menuiseries (64 303 k€)
- Gascovert, commerce de détail de fleurs, plantes, graines, engrais, animaux de compagnie et aliments pour ces animaux en magasin spécialisé (16 623 k€)
- Les Chais De La Forge, commerce de gros (commerce interentreprises) de boissons (8 729 k€)
- SARL Requena Pascal, commerce de voitures et de véhicules automobiles légers (3 654 k€)
- Société Holding Du Tariquet, activités des sociétés holding (2 494 k€)

Eauze est une ville ayant quelques entreprises industrielles, soit liées à la transformation des produits de l'agriculture, Cave coopérative viticole, scieries et industries de transformation du bois, conserveries, soit directement liées à l'agriculture : vente et entretien de matériel agricole.

### Agriculture
La commune est dans le Bas-Armagnac, une petite région agricole occupant une partie ouest du département du Gers. En 2020, l'orientation technico-économique de l'agriculture  sur la commune est la viticulture.
|               | 1988  | 2000  | 2010  | 2020  |
| ------------- | ----- | ----- | ----- | ----- |
| Exploitations | 204   | 128   | 76    | 69    |
| SAU (ha)      | 4 646 | 4 209 | 4 336 | 5 734 |

Le nombre d'exploitations agricoles en activité et ayant leur siège dans la commune est passé de 204 lors du recensement agricole de 1988  à 128 en 2000 puis à 76 en 2010 et enfin à 69 en 2020, soit une baisse de 66 % en 32 ans. Le même mouvement est observé à l'échelle du département qui a perdu pendant cette période 51 % de ses exploitations,. La surface agricole utilisée sur la commune a quant à elle augmenté, passant de 4 646 ha en 1988 à 5 734 ha en 2020. Parallèlement la surface agricole utilisée moyenne par exploitation a augmenté, passant de 23 à 83 ha.
Eauze est reconnue comme la « capitale de l'Armagnac ». Elle est en effet située dans les zones d'appellation contrôlée les plus prestigieuses du Bas-Armagnac.
Les principales productions agricoles de la campagne aux alentours sont la vigne et le maïs, ainsi que l'élevage des oies et canards pour la conserverie, et une forte production de poulets fermiers label rouge (Poulets Fermiers du Gers). Le Gers a un héritage de polyculture qui subsiste encore avec d'autres activités variées (tournesol, blé, avoine, orge, élevage bovin, pour la viande et le lait, etc.).

### Tourisme et gastronomie
Station verte de vacances, Eauze est une ville où le tourisme se développe grâce à ses atouts : son histoire et son patrimoine, son cadre et sa gastronomie, ses fêtes et son dynamisme. Les produits alimentaires locaux les plus connus sont l'armagnac, le floc de Gascogne (apéritif à base d'armagnac et de jus de raisin) et le foie gras de canard et d'oie. Par ailleurs, le Gers se tourne vers des équipements de tourisme durable comme le vélorail de l'Armagnac visant l’association entre nature, sport et histoire locale, qui a fêté au printemps 2024 une décennie de service.

## Culture locale et patrimoine

### Lieux et monuments

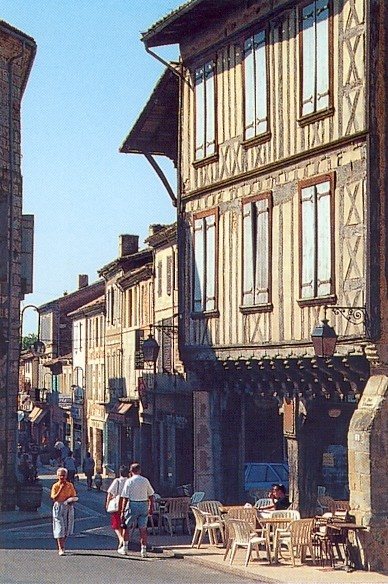
Eauze, une rue à colombages.

Eauze est une ville d'origine antique de peuplement proto-basque (Elusa), ancienne capitale de la Novempopulanie à la fin de la période gallo-romaine (IIIe – Ve siècle), évêché jusqu'au VIIe siècle, possédant de nombreux vestiges du passé. Les ruines de la cité antique d'Elusa sont à l'Est de la ville actuelle. On peut distinguer la ville médiévale, située à l'intérieur des anciens remparts aujourd'hui transformés en boulevards et dont subsistent quelques vestiges, et la ville moderne, qui grandit à l'extérieur. On peut noter un certain nombre de constructions remarquables :
Cathédrale Saint-Luperc
La cathédrale située place d'Armagnac, est consacrée à saint Luperc, évangéliste qui convertit Anatole et Dassin.

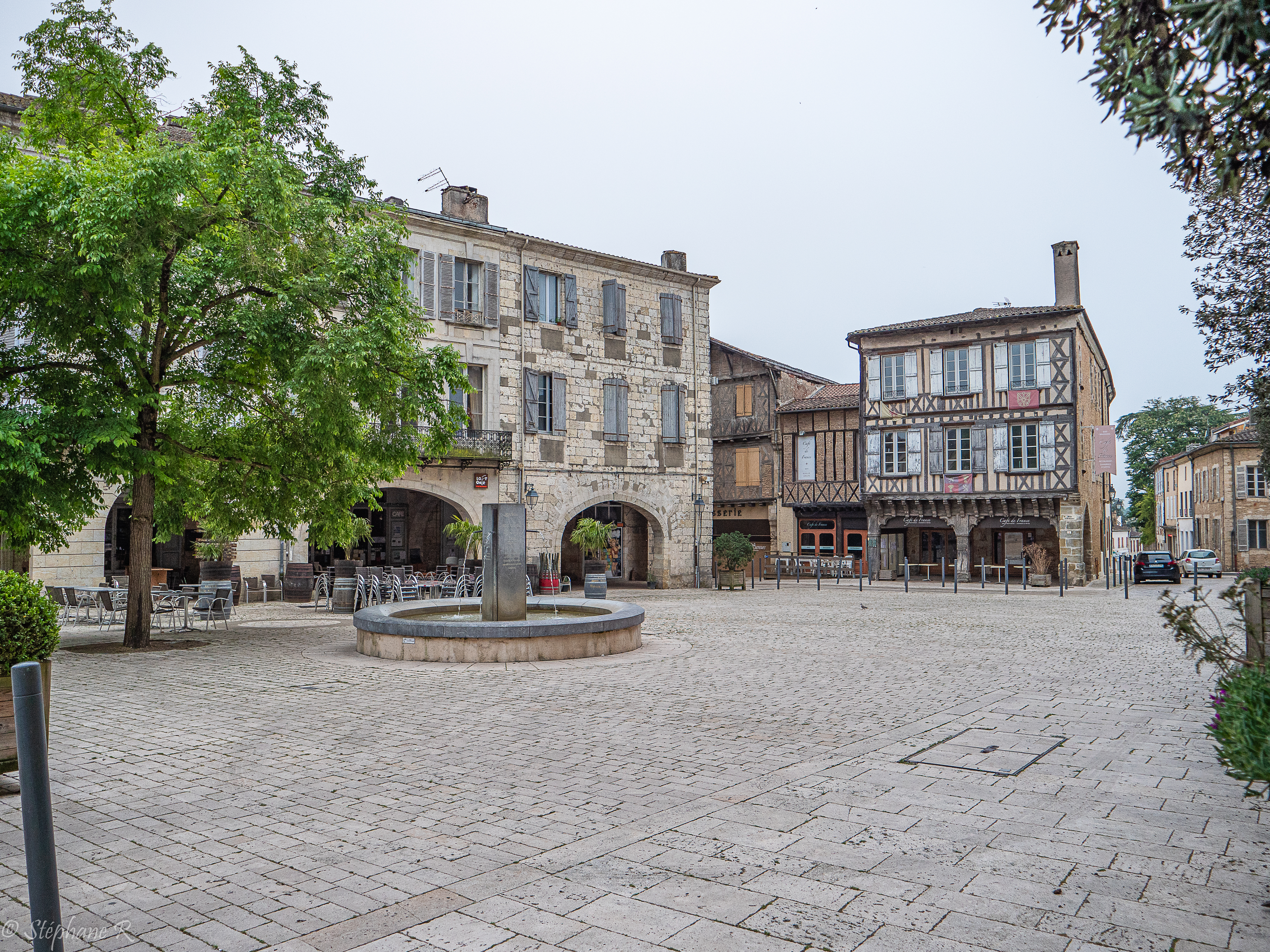
Eauze, place d'Armagnac.

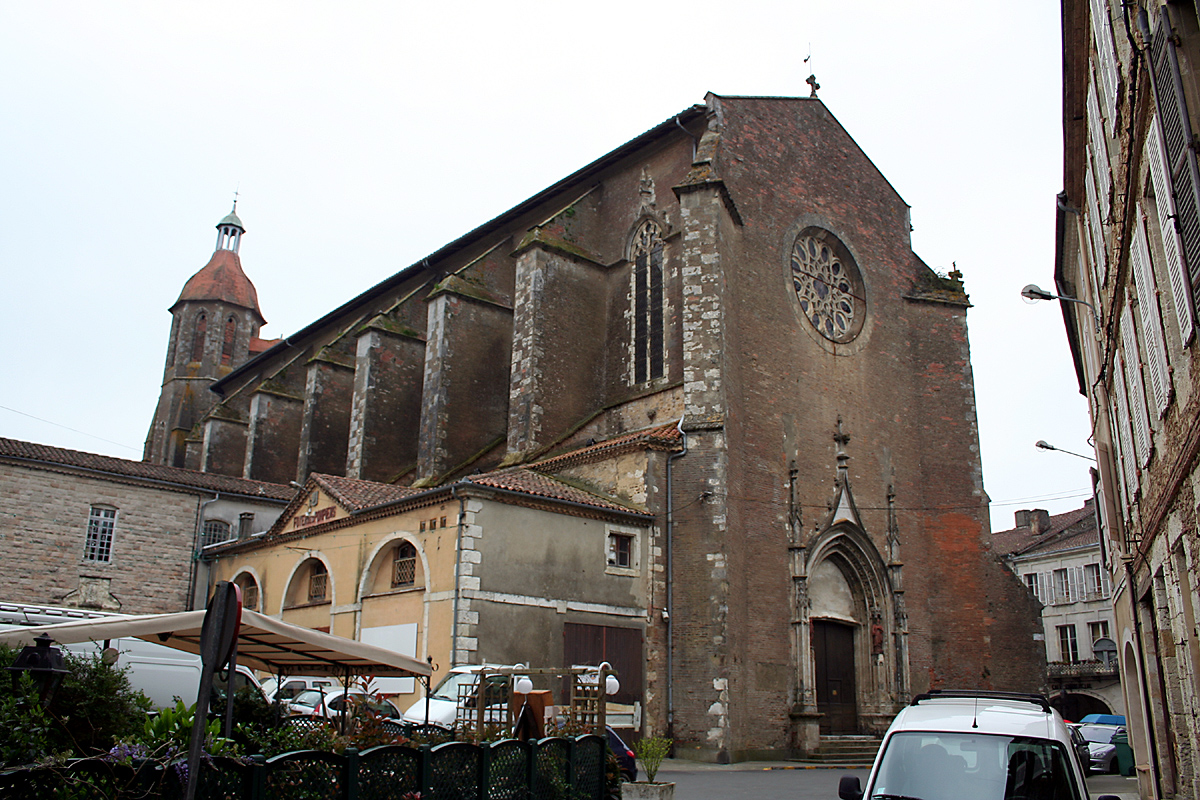
Eauze, la cathédrale Saint-Luperc.

Construite de 1467 à 1521, par l'évêque Jean Marre de Condom. C'est un vaisseau gothique haut de 22 m, à nef unique, et chapelles basses entre les contreforts, avec un clocher octogonal. Des briques romaines ont été réemployées dans les murs. Ses hautes baies ont des vitraux du XVIe siècle et du XIXe siècle. Le bâtiment abrite un orgue de tribune réalisé en 1842 par le facteur d'orgues Daublaine-Callinet à buffet néogothique puis augmenté par le facteur d'orgues Magen.
L'archevêque d'Auch François-Augustin Delamare fait de l'église de nouveau une cathédrale en 1865.
- Cloître de l'ancien prieuré, reconstruit au XVIIIe siècle, mais dont il subsiste une arcade gothique de porte datant du XIVe siècle, place Saint-Taurin. Devenu petit séminaire en 1841, il a été transformé en collège privé en 1906.
- Le château de Doat, édifié au XVe siècle, résidence privée de la Famille de Sabbathier de Lafontan.
- Les vestiges des anciens remparts, restes de la première enceinte médiévale.
- Le château d'eau impérial, premier château d'eau moderne de France, construit sur les ordres de Napoléon III.
- La chapelle Saint-Jacques de l'ancien hôpital[64].
- Un petit édifice art nouveau de style pyrénéen (route de Sauboires) labellisé Fondation du Patrimoine[65].
- Le musée archéologique d'Eauze, où est exposé un important trésor romain trouvé le 18 octobre 1985 près de l'ancienne gare, dans le quartier dit de « la Cieutat » (la Cité). Il comprend 28 003 monnaies en argent, quelques-unes en or et en bronze, des bijoux et des objets précieux. Les objets et documents évoquant la vie des habitants de l'antique Elusa, capitale de la province romaine de Novempopulanie sont aussi exposés. Toute la période de la Préhistoire y est également présentée.

- Le site archéologique d'Elusa, capitale antique, où sont présentés les vestiges d'une domus, riche demeure urbaine, et des rues environnantes de la cité gallo-romaine d'Elusa.
- Les arènes Nimeño II, de 4 000 places, où se perpétue la tradition taurine gasconne.

Tout un ensemble de maisons médiévales à colombages :
- La maison de Jeanne d'Albret de la fin du XVe siècle avec des piliers de bois et des poutres sculptées, place d'Armagnac ;

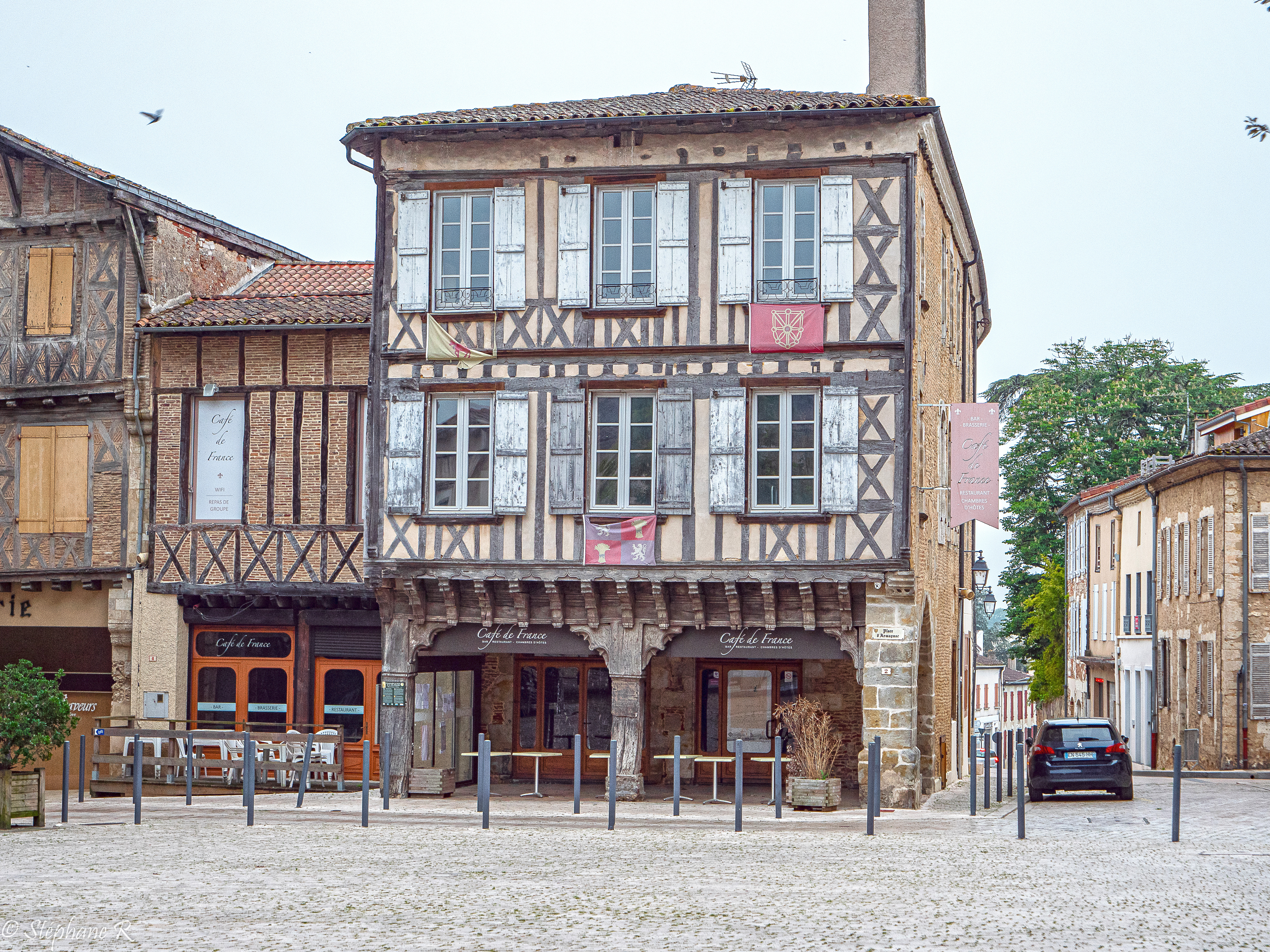
Eauze, la maison Jeanne d'Albret.

- La maison dite des Consuls, rue Bistouquet ;
- La maison de l'Office de Tourisme ;
- Les maisons de la rue Robert-Daury et de la rue Rabelais.

#### Édifices religieux
- Église Saint-Amand d'Eauze.
- Église Saint-Laurent de Maignan.
- Prieuré conventuel Saint-Luperc d'Eauze.
- Temple de l’Église protestante unie de France de Coliman, avenue de l'Armagnac.
- Salle du royaume des témoins de Jéhovah, boulevard saint-Blancat.

### Personnalités liées à la commune
- Flavius Rufinus (vers 335-395) : préfet du prétoire d'Orient sous l'empereur Théodose et favori d'Arcadius, né à Elusa ;
- Sainte Sylvie d'Aquitaine (vers 330-vers 403/408) : sœur de Rufin, née à Elusa ;
- Saint Philibert de Tournus ou de Noirmoutier (617 ou 618-684) : moine et abbé né à Elusa ;
- Vital du Four (1260-1327) : cardinal, prieur du monastère d'Eauze ;
- Victor Gounon (1801-1860) : homme politique né et mort à Eauze ;
- Jean François Doat (1801-1869) : notaire et homme politique né à Eauze
- Léontine de Mibielle (1816-1861) : poétesse née à Eauze, son père Jacques Donatien de Mibielle-Duvernier, a été maire d'Eauze ;
- Joseph Nelson Soye (1824-1882) : homme politique né à Eauze ;
- Edouard Piette (1827-1906) : préhistorien, juge de paix à Eauze en 1879-1881 ;
- Jean-Baptiste Anglade (1841 - Paris, 1913) : maître-verrier né à Eauze ;
- Félix Soulès (1857-1904) : sculpteur né et mort à Eauze, il a, entre autres, réalisé une partie de la façade du Grand Palais à Paris et a réalisé « La Défense » qui servit de modèle pour le monument aux morts d'Eauze (1923) ;
- Gabriel Lafaye (1888 - 1959) : homme politique né à Eauze ;
- Nicolas Bérejny (1968-) : sportif paralympique ayant fait partie de l'équipe de rugby d'Eauze.
- Samuel Marques (1988-) joueur de rugby en Top 14.[pourquoi ?]

### Héraldique
| Blason | Blasonnement : Burelé de gueules et d'or de dix pièces. |

### Pèlerinage de Compostelle
Eauze se trouve sur la via Podiensis du pèlerinage de Saint-Jacques-de-Compostelle.
On vient de Lagraulet-du-Gers, la prochaine commune est Manciet.